# Mariano Franco
Mariano Luis Franco Bermejo (Mar del Plata, Buenos Aires, Argentina, 14 de febrero de 1980) es un ex baloncestista argentino que se desempeñaba en la posición de alero.

## Trayectoria
Franco debutó en la Liga Nacional de Básquet, máxima división del baloncesto de Argentina, el 26 de marzo de 1997 en un partido entre Peñarol de Mar del Plata y Racing Club. Tras tres temporadas como profesional con el equipo marplatense, emigró a España para sumarse al Club Baloncesto Estudiantes, que en ese momento militaba en la Liga EBA. Jugó por dos años con los madrileños, promediando 14,7 puntos por partido en su segunda campaña. La temporada 2001-02 la disputó en el club Clube de Futebol Os Belenenses, de la Liga Portuguesa de Basquetebol. 
En 2002 se produjo su retorno a España, en esta ocasión como ficha de la Unión Baloncesto La Palma de la LEB 2. Un año después cambiaría de club pero no de categoría, al incorporarse al Club Baloncesto Canarias
Volvió a Argentina y se unió a la plantilla de Estudiantes de Olavarría para disputar la Liga Nacional de Básquet 2004-05, pero tras unos meses dejó al equipo y se sumó a La Unión de Formosa para jugar en el Torneo Nacional de Ascenso. Tras conseguir el ascenso y jugar una temporada en LNB con los formoseños, fichó con Estudiantes de Bahía Blanca, donde en la primera de sus dos temporadas allí promedió 12,4 puntos por partido, su máximo en la LNB. 
Luego vistió la camiseta de Gimnasia y Esgrima de Comodoro Rivadavia por una temporada y volvió a jugar con La Unión de Formosa por un año. Tras esa experiencia, retornaría para la temporada 2010-11 al club patagónico, firmando contrato por dos años.
En 2012 se unió al Club Ciudad de Bragado, participante del Torneo Nacional de Ascenso, la segunda división de Argentina. Tras una temporada en el club se incorporó a Alianza Viedma, club de la misma categoría. El 15 de enero de 2014 rescindió su contrato y el 11 de febrero firmó con el Echagüe de Paraná.
Sus últimas dos temporadas como profesional las disputó en el Torneo Federal de Básquetbol, defendiendo los colores del ICD Pedro Echagüe y del Racing Club.  

## Clubes
| Temporada | Equipo                                  | País      | Liga  |
| 1996-97   | Peñarol de Mar del Plata                | Argentina | LNB   |
| 1997-98   | Peñarol de Mar del Plata                | Argentina | LNB   |
| 1998-99   | Peñarol de Mar del Plata                | Argentina | LNB   |
| 1999-00   | Estudiantes de Madrid                   | España    | EBA   |
| 2000-01   | Estudiantes de Madrid                   | España    | EBA   |
| 2001-02   | Belenenses                              | Portugal  | LPB   |
| 2002-03   | UB La Palma                             | España    | LEB 2 |
| 2003-04   | Club Baloncesto Canarias                | España    | LEB 2 |
| 2004-05   | Estudiantes de Olavarría                | Argentina | LNB   |
| 2004-05   | La Unión de Formosa                     | Argentina | TNA   |
| 2005-06   | La Unión de Formosa                     | Argentina | LNB   |
| 2006-07   | Estudiantes de Bahía Blanca             | Argentina | LNB   |
| 2007-08   | Estudiantes de Bahía Blanca             | Argentina | LNB   |
| 2008-09   | Gimnasia y Esgrima (Comodoro Rivadavia) | Argentina | LNB   |
| 2009-10   | La Unión de Formosa                     | Argentina | LNB   |
| 2010-11   | Gimnasia y Esgrima (Comodoro Rivadavia) | Argentina | LNB   |
| 2011-12   | Gimnasia y Esgrima (Comodoro Rivadavia) | Argentina | LNB   |
| 2012-13   | Club Ciudad de Bragado                  | Argentina | TNA   |
| 2013-14   | Alianza Viedma                          | Argentina | TNA   |
| 2013-14   | Echagüe                                 | Argentina | TNA   |
| 2015-16   | ICD Pedro Echagüe                       | Argentina | TFB   |
| 2016-17   | Racing Club                             | Argentina | TFB   |

## Selección nacional
Su primera presencia con la selección argentina de baloncesto fue en el Campeonato Sudamericano de Baloncesto de Cadetes de 1996. Participó luego en el Sudamericano y en el Panamericano para juveniles de 1998, siendo también parte del equipo que actuó en el Campeonato Mundial de Baloncesto Sub-19 de 1999. Su última presencia en el equipo nacional fue durante el Campeonato Sudamericano de Baloncesto Sub-21 de 2000, donde se consagró campeón junto a sus compañeros.  